# Michael Grant
Michael Grant (Londres, 21 de noviembre de 1914-Londres, 4 de octubre de 2004) fue un filólogo clasicista y numismático británico; además fue caballero de la Orden del Imperio Británico. 
Según el obituario del periódico inglés The Times, fue uno de los pocos clasicistas que se ganó el respeto de los académicos y los lectores. Muy prolífico, escribió y editó más de cincuenta libros no novelados y traducciones; escribió sobre temas muy variados, desde la moneda en la antigua Roma o la erupción del monte Vesubio hasta los Evangelios y Jesús. Su «muy convincentemente revisionista» biografía de Cleopatra ha sido descrita como «empática e inteligente».  Él se describió a sí mismo como «uno de los pocos escritores independientes en el ámbito de la historia antigua: un fenómeno raro».

## Publicaciones
- From Imperium to Auctoritas (1946), su tesis doctoral.[4]
- Roman Anniversary Issues. An explanatory study of the numismatic and medallic commemoration of anniversary years, 49 B.C.–A.D. 375 (1950).[5][6]
- Roman History from Coins (1958).[7]
- Myths of the Greeks and Romans (1962).[8]
- The Climax of Rome; The Final Achievements of the Ancient World A.D. 161-337 (1968).[9]
- Roman History from Coins. Some Uses of the Imperial Coinage to the Historian (1968).[10]
- The Fall of the Roman Empire — a reappraisal (1976).[11]
- Jesus: An Historian's Review of the Gospels (1977).[12]
- The Founders of the Western World: A History of Greece and Rome (1991).[13]
- Sick Caesars: Madness and Malady in Imperial Rome (2000).[4]

En 1994, publicó una autobiografía titulada My Eighty Years. y fue editor, junto a Rachel Kitzinger, de la obra Civilization of the Ancient Mediterranean: Greece and Rome (1988).